# Hyla japonica
La rana arborícola japonesa (Dryophytes japonica) es una especie de anfibios de la familia Hylidae. Habita en las regiones de Hokkaidō y Yakushima en Japón, en Corea, Mongolia, extremo este de Rusia, a través del río Ussuri y en el norte de China.
Esta rana parece similar a Hyla arborea, pero tiene un punto debajo de cada ojo.  La rana adulta macho mide 2.6 a 4.5 cm de largo y la hembra 2.6 a 4.1 cm.  Sin embargo, el tamaño promedio de la rana adulta macho es 3.1 cm y el de la hembra 3.5 cm.  Tiene discos en sus dedos de pie para subir.
Esta rana alcanza la madurez sexual cuando tiene entre 3 y 4 años.  Se alimenta de muchos tipos de insectos. Es principalmente nocturno, pero comerá presas que se le acerquen demasiado mientras descansa durante el día.